# Maria Lehaci
Maria Lehaci, född Tivodariu 28 juni 1999 i Câmpulung Moldovenesc, är en rumänsk roddare.

## Karriär

### 2018–2022
I augusti 2018 vid EM i Glasgow var Lehaci en del av Rumäniens lag som tog guld i åtta med styrman. I juni 2019 vid EM i Luzern tog hon silver tillsammans med Adriana Ailincăi i tvåa utan styrman. I oktober 2020 tog Lehaci sitt andra EM-guld i åtta med styrman vid EM i Poznań.
I april 2021 tog Lehaci sitt tredje EM-guld i åtta med styrman vid EM i Varese. I juli 2021 var hon en del av Rumäniens lag som slutade på sjätte plats i åtta med styrman vid OS i Tokyo. I september 2022 vid VM i Račice tog Lehaci sitt första VM-guld i åtta med styrman.

### 2023–2024
I maj 2023 vid EM i Bled tog Lehaci guld tillsammans med Mădălina Bereș, Maria-Magdalena Rusu och Amalia Bereș i fyra utan styrman. Hon var även en del av Rumäniens lag som tog guld i åtta med styrman. I september 2023 vid VM i Belgrad tog Lehaci silver i fyra utan styrman tillsammans med Mădălina Bereș, Maria-Magdalena Rusu och Amalia Bereș. Hon var även en del av Rumäniens lag som tog guld i åtta med styrman.
I april 2024 vid EM i Szeged tog Lehaci silver tillsammans med Mădălina Bereș, Maria-Magdalena Rusu och Amalia Bereș i fyra utan styrman. Hon var även en del av Rumäniens lag som tog guld i åtta med styrman. Vid olympiska sommarspelen 2024 i Paris var Lehaci en del av Rumäniens lag som tog guld i åtta med styrman samt slutade på fjärde plats i fyra utan styrman tillsammans med Iulia-Liliana Balaucă, Larisa Bogdan och Maria-Magdalena Rusu.

### 2025–
Vid EM 2025 i Plovdiv tog Lehaci silver i fyra utan styrman tillsammans med Nicoleta-Ancuța Bodnar, Adriana Adam och Amalia Bereș.